# Anne-Marie-Jeanne Gavaudan
Pour les articles homonymes, voir Gavaudan.
Anne-Marie-Jeanne Gavaudan dite Mlle Gavaudan aînée, ou Gavaudan-Lainez, ou encore Mme Lainez  née en 1759 ou 1764 et morte le 15 juin 1810, est une artiste lyrique française.

## Biographie
Anne-Marie-Jeanne Gavaudan est la fille de Denis Gavaudan et de Catherine Calmen, membre de la famille Gavaudan, qui règne à l'Opéra-Comique; sœur aînée d’Adélaïde, de Jean-Baptiste-Sauveur et d’Émilie Gavaudan.
Elle est première chanteuse du concert de Montpellier et débute, à l'Académie royale de musique, le 31 août 1777, par le rôle de l'Aurore, dans Cèphale et Procris de Grétry. Elle est vite reléguée à l’emploi d’adjointe, puis de double en 1786.  Elle se retire, après une quinzaine d’années passées à l'Académie royale de musique.
Elle épouse la haute-contre Lainez.

## Création
à l'Académie Royale de Musique
- 1777 : Armide de Gluck, 23 septembre, rôle de la Naïade.

- 1779 : Echo et Narcisse de Gluck, 24 septembre, rôle d'Eglé, une nymphe.

- 1780 : Atys, tragédie lyrique en trois actes de Niccolò Piccinni, livret de Jean-François Marmontel[5], 22 février, rôle d'un rêve agréable.

- 1781 : Iphigénie en Tauride, tragédie lyrique de Niccolò Piccinni, 1er janvier[6], rôle d'une scythe.

- 1782 : La double épreuve ou Colinette à la cour, d'André Grétry, 1er janvier[7], rôle de Justine.

- 1783 : Didon, tragédie lyrique en trois actes de Niccolò Piccinni, livret de Jean-François Marmontel, 1er décembre, rôle d'Elise.

- 1784 : La caravane du Caire (en), opéra-ballet en trois actes d' André Grétry , livret d' Étienne Morel de Chédeville, le 15 janvier, rôle d'une femme hongroise.

- 1784 : Les Danaïdes, tragédie lyrique en cinq actes d'Antonio Salieri, le 19 avril, rôle d'une des filles de Danaus

- 1786 : Œdipe à Colone, d'Antonio Sacchini, le 4 janvier, rôle d'Ériphyle.

- 1786 : Phèdre (en), opéra de Jean-Baptiste Moyne, livret, de François-Benoît Hoffman, le 26 octobre, rôle de La grande prêtresse de Vénus.

- 1787 : Tarare, opéra, musique d'Antonio Salieri, livret de Pierre-Augustin Caron de Beaumarchais, 8 juin, rôle d'une ombre.

## Pour approfondir